# Tadeusz Reger
Tadeusz Reger (12. dubna 1872 New York – 15. října 1938 Bystrá) byl rakouský odborový a dělnický organizátor a politik polské národnosti ze Slezska, na počátku 20. století poslanec Říšské rady, v meziválečném období politik Polské republiky.

## Biografie
Působil jako lékárník, polský národní činitel, družstevní a odborový aktivista, novinář, publicista a redaktor.
Narodil se v New Yorku polským rodičům Karolovi a Emmě. Vystudoval obecnou školu, v letech 1885–1888 studoval na gymnáziu v Přemyšli, v roce 1889 absolvoval gymnázium svaté Anny v Krakově. Studoval pak farmacii na Jagellonské univerzitě v Krakově, ale ze studia byl vyloučen pro aktivity v dělnickém hnutí. Pracoval v lékárnách v Podgórzi a Jordanowě, od roku 1895 žil v Porębě. Koncem 19. století působil v Čadci v tehdejším Uhersku, kde vydával listy Wieniec a Pszczółka.
V roce 1897 přesídlil do Těšína a od téhož roku byl rozhodnutím 5. zemského sjezdu funkcionářem Polské sociálně demokratické strany Haliče a Slezska a předsedal nově ustavenému krajskému výboru strany se sídlem v Těšíně. Roku 1900 založil Odborové sdružení horníků Siła v Orlové, které bylo v roce 1901 začleněno do Hornické unie pro Moravu, Slezsko a Halič se sídlem v Moravské Ostravě. Roku 1908 spoluzakládal Sdružení polských dělníků a dělnic Siła (později Dělnické kulturně-osvětové sdružení Siła), jehož předsedou byl v letech 1928–1938. Podílel se na vzniku Střeleckého svazu v Těšínském Slezsku, byl redaktorem dělnického časopisu Naprzód a v roce 1897 založil a redigoval Równość, první dělnický list v Těšínském Slezsku. Založil také organizaci odborového svazu lékárníků Unitas. Prosazoval družstevnictví. Roku 1896 založil dělnický konzum v Orlové. V letech 1908–1929 byl předsedou zdravotní pojišťovny v Těšíně.
Na počátku 20. století se zapojil i do celostátní politiky. Ve volbách do Říšské rady roku 1907, konaných poprvé podle všeobecného a rovného volebního práva, se stal poslancem Říšské rady (celostátní zákonodárný sbor) za obvod Slezsko 15. Usedl do poslanecké frakce Klub polských sociálních demokratů. Na poslanecký mandát ovšem rezignoval již 16. října 1907. Uvolnil tak místo ve sněmovně pro Ignacy Daszyńského. Do vídeňského parlamentu zasedl ve volbách do Říšské rady roku 1911, opět za obvod Slezsko 15. Profesně se uvádí jako redaktor.
Od roku 1913 byl radním města Těšín. Za světové války byl aktivní v slezské sekci Hlavního národního výboru, koordinační střechové organizaci polských politických stran v Rakousku, v němž byl jedním ze tří předsedů. Zároveň byl důstojníkem polských legií. V roce 1918 byl jedním ze tří předsedů Národní rady Těšínského knížectví. V roce 1919 byl reprezentantem Těšínského Slezska v polské vládní komisi pro Halič, Slezsko, Spiš a Oravu. Od roku 1919 zasedal také ve vedení Polské socialistické strany. V období let 1919–1935 byl poslancem Sejmu.

## Fotogalerie

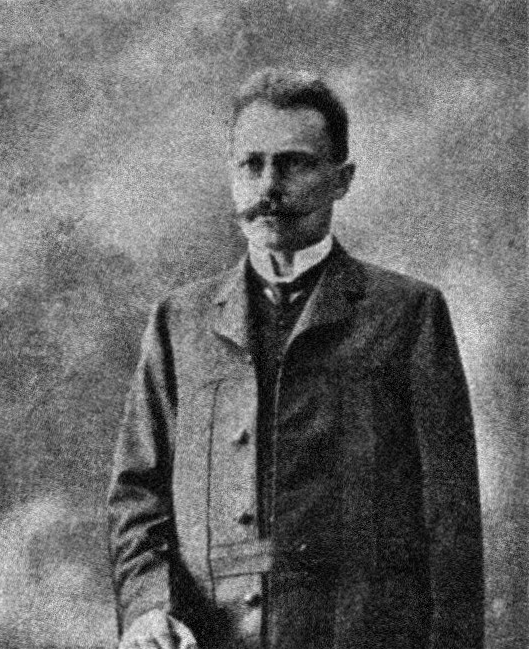
Tadeusz Reger (1907)
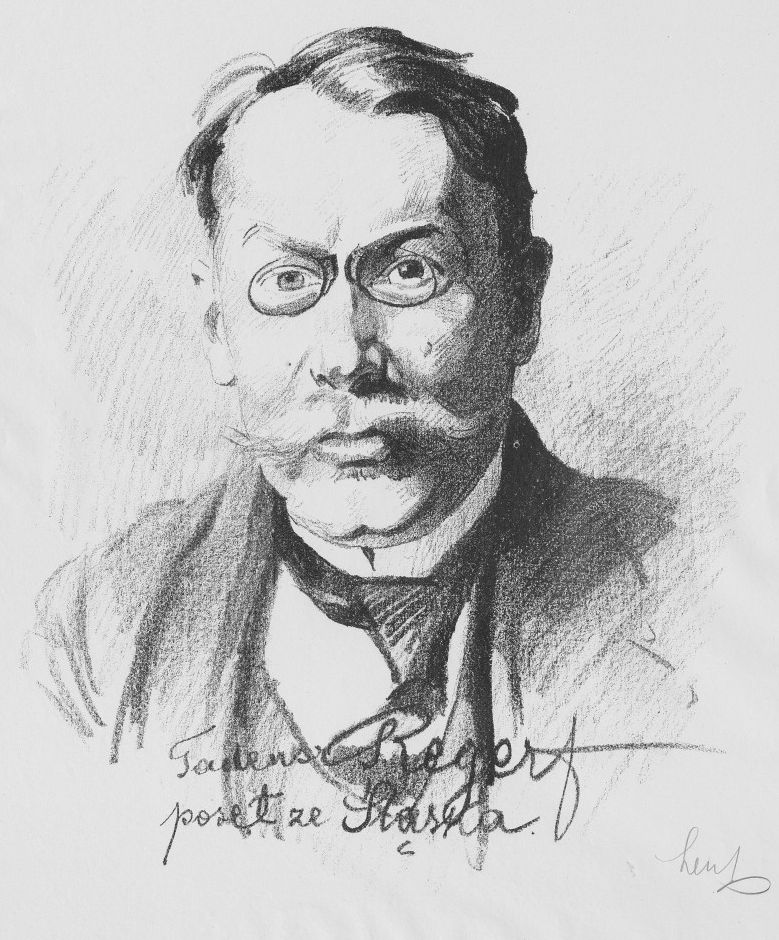
Portrét Tadeusze Regera
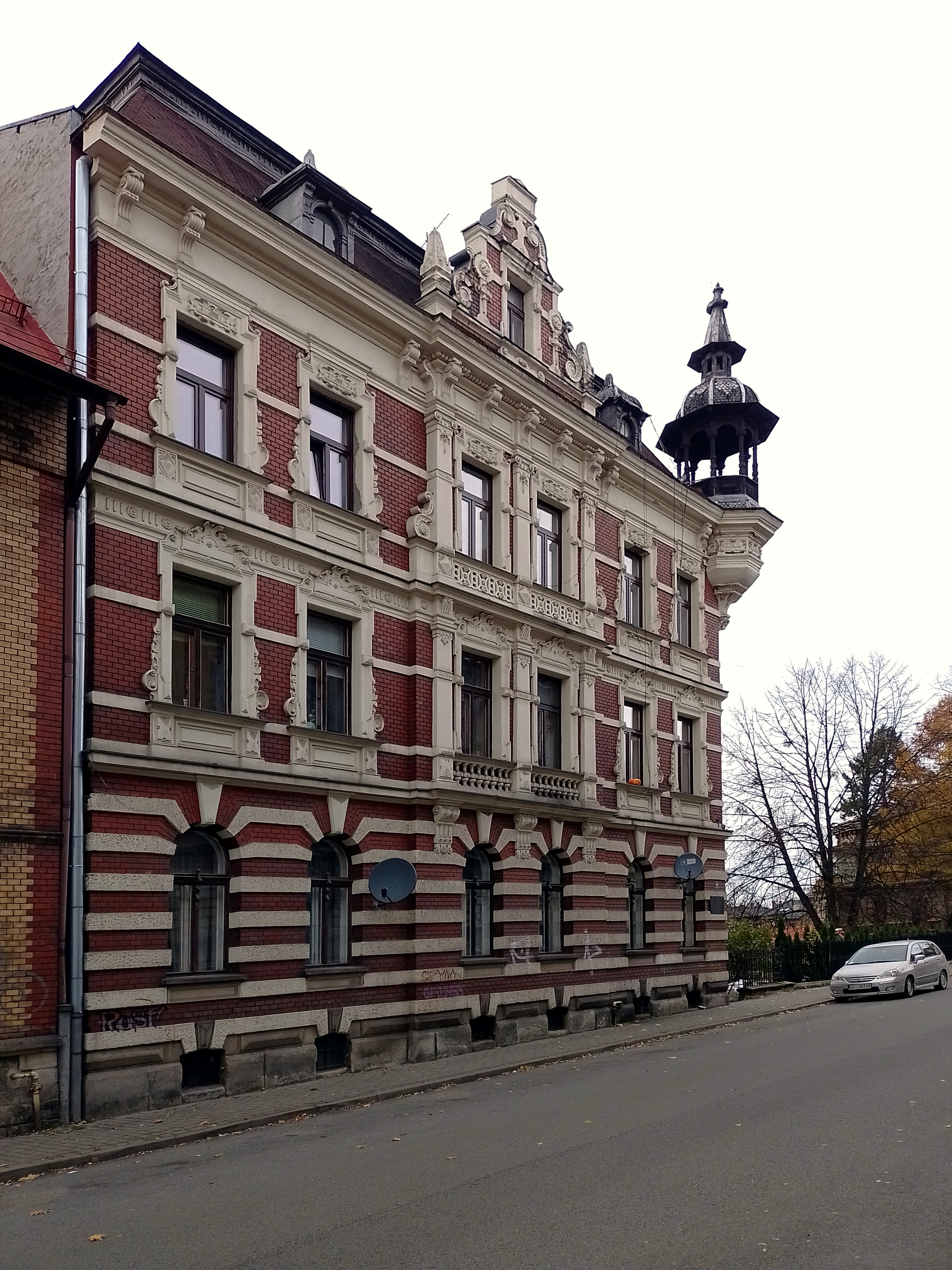
Dům v Těšíně v ulici Sienkiewicza 10, ve kterém žil a tvořil Reger
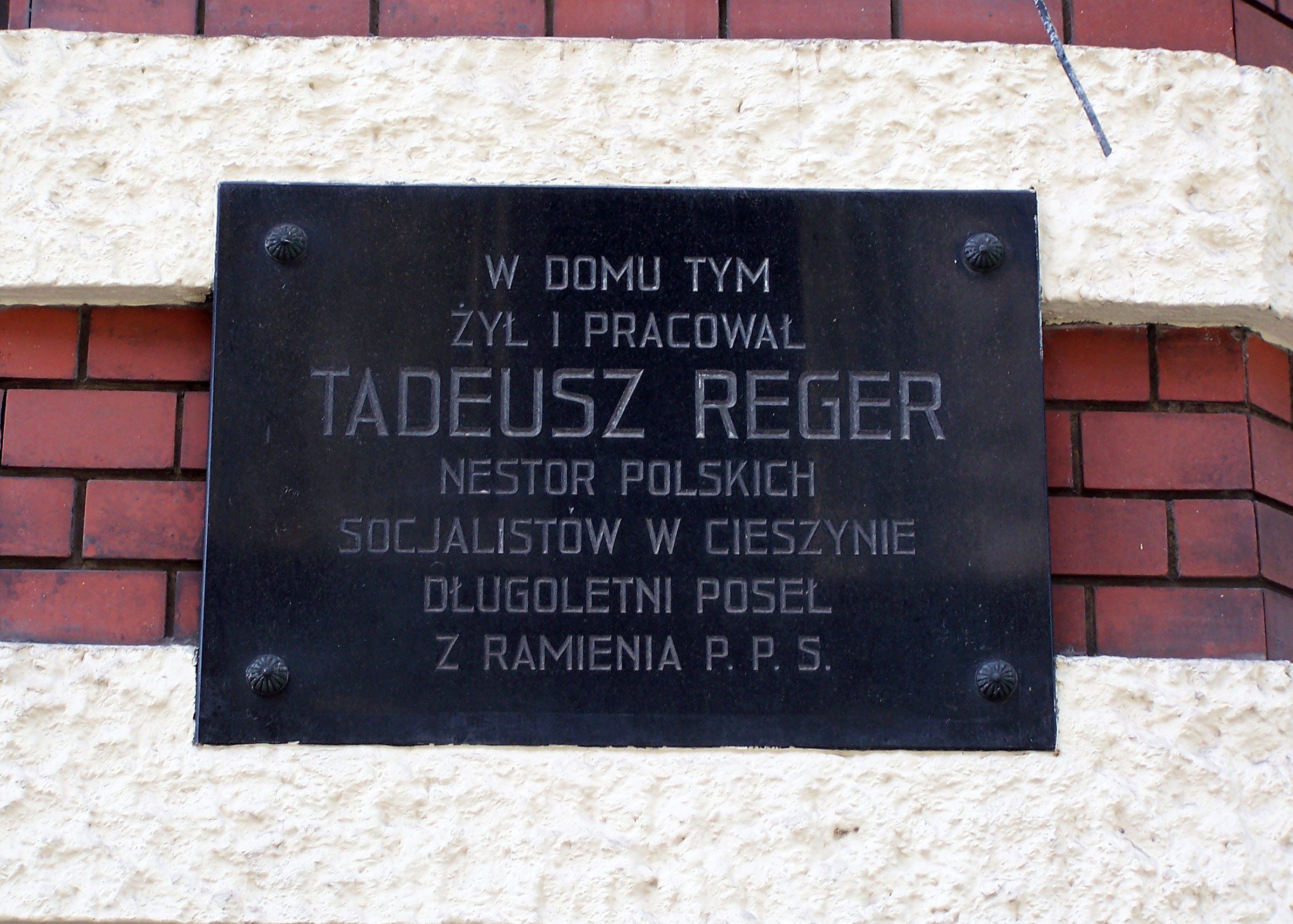
Pamětní deska na domě v ulici Sienkiewicza 10
Hrob Tadeusze Regera v Těšíně